# باشگاه فوتبال الاهلی ود مدنی
باشگاه فوتبال الاهلی ود مدنی (عربی: النادي الأهلي الرياضي) یک باشگاه فوتبال در شهر ود مدنی، سودان است.
این باشگاه که در سال ۱۹۲۸ تأسیس شده سابقه ۲ نایب قهرمانی در لیگ برتر فوتبال سودان و ۱ نایب قهرمانی در جام حذفی فوتبال سودان را در کارنامه دارد.